# Euproserpinus euterpe
Euproserpinus euterpe is een vlinder uit de familie van de pijlstaarten (Sphingidae). De wetenschappelijke naam van de soort werd in 1888 gepubliceerd door William Henry Edwards.